# August Frank

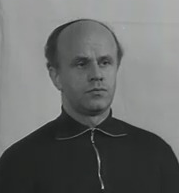
August Frank während der Nürnberger Prozesse. Aufnahme von 1947.

August Franz Frank (* 5. April 1898 in Augsburg; † 21. März 1984 in Karlsruhe) war ein deutscher SS-Obergruppenführer und General der Polizei und Waffen-SS. Frank wurde in den Nürnberger Prozessen angeklagt und als Kriegsverbrecher verurteilt.

## Frühe Jahre
Frank, Sohn eines Eisenbahnsekretärs, absolvierte nach dem Besuch der Volks- und Oberrealschule in Augsburg ab Juli 1912 eine kaufmännische Ausbildung. Nach deren Abschluss arbeitete Frank ab Juli 1915 als Lagerist bei derselben Spedition, wo er gelernt hatte. Im August 1916 meldete sich Frank während des Ersten Weltkrieges als Freiwilliger zur Bayerischen Armee. Nach seiner Ausbildung im 9. Feldartillerie-Regiment wurde er Ende Oktober 1916 in das 4. Feldartillerie-Regiment „König“ an der Westfront versetzt. Daran schloss sich ab 26. Januar 1917 bis über das Kriegsende hinaus eine Verwendung im Reserve-Feldartillerie-Regiment Nr. 1 an. Zuletzt bekleidete er den Rang eines Unteroffiziers und war in der Kassenverwaltung tätig. Im Juni 1919 wurde Frank aus der Armee entlassen.
Von Juli 1919 bis Oktober 1920 war Frank Expedient der Abteilung für Möbeltransporte bei einem Augsburger Speditionsunternehmen. Von Mitte Oktober 1920 bis Ende April 1930 war Frank im Polizeiverwaltungsdienst der Bayerischen Landespolizei in unterschiedlichen Funktionen beschäftigt. Danach machte er sich als Lebensmittelkaufmann selbstständig und war von Februar 1931 bis März 1933 bei einer Heilgymnastikanstalt in München-Schwabing leitend angestellt. Frank war seit Oktober 1923 mit Rosa, geborene Hofmann, verheiratet.

## Zeit des Nationalsozialismus
Am 8. April 1932 wurde Frank Mitglied der SS (SS-Nummer 56.169) und zum 1. Februar 1933 trat er der NSDAP bei (Mitgliedsnummer 1.471.185). Ab April 1933 gehörte Frank auf verschiedenen Verwaltungsposten dem Stab des Reichsführers SS Heinrich Himmler als SS-Führer an.
Nach der Errichtung des KZ Dachau war Frank von Ende März 1933 bis April 1934 Leiter der Verwaltung dieses Konzentrationslagers. Danach war Frank im SS-Verwaltungsamt in Berlin tätig und für die Verwaltung der Etats der Schutzstaffel (SS) und der SS-Verfügungstruppen zuständig. In der Dienststellung eines Stabsführers wurde Frank dort im Februar 1938 Stellvertreter des Amtsleiters Oswald Pohl. Nach der Errichtung des Hauptamtes Haushalt und Bauten im April 1939 wurde Frank Leiter des SS-Verwaltungsamtes und war zusätzlich auch für die Verwaltung der Waffen-SS beim SS-Führungshauptamt zuständig.
Ab Anfang Februar 1942 leitete Frank im neu entstandenen Wirtschafts- und Verwaltungshauptamt das Amt A – Truppenverwaltung und wurde gleichzeitig dort auch Stellvertreter Pohls. In dieser Funktion war Frank in die Verwertung des Vermögens der im Zuge des Holocaust ermordeten Juden involviert. Um den Besitz der ermordeten Juden für die SS zu sichern, wies Frank auf Order Pohls am 26. September 1942 an, dass die Habe der „umgesiedelten Juden […] hinsichtlich des eingebrachten Gutes […] künftig in allen Anordnungen als Diebes-, Hehler- und Hamstergut zu bezeichnen“ sei.
Bei einigen Wertgegenständen ermordeter Juden war Frank unsicher, wie diese zu verwerten seinen und wendete sich schriftlich mit Anfragen an Himmler, ob:
„1) die Sammlermünzen an das Geldmuseum der Reichsbank abgegeben werden können, 2) was mit den Briefmarkensammlungen geschehen soll, 3) ob die Uhren an die Reichsbank zum Auslandsverkauf abgegeben werden dürfen oder ob diese Uhren oder ein teil davon (von den schönsten und wertvollsten Stücken) zur besonderen Verwendung zurückgehalten werden sollen. Auch eine Anzahl Füllfederhalter und Drehbleistifte aus purem Gold sind vorhanden. Sollen diese an die Reichsbank zum Auslandsverkauf oder zum Einschmelzen abgegeben werden?“
Durch Himmler wurde Frank am 16. September 1943 Amtsleiter im Wirtschafts-Verwaltungsamt, das dem Hauptamt Ordnungspolizei angegliedert war. Franks Planstelle als Leiter der Amtsgruppe A im WVHA wurde mit Heinz Fanslau neu besetzt. Am 18. August 1944 wurde Frank dem Stab des Generals der Waffen-SS Hans Jüttner zugewiesen und aufgrund des Attentats vom 20. Juli 1944 durch Adolf Hitler mit der Umstrukturierung der Heeresverwaltung betraut. Von Anfang November 1944 bis zum Ende des Zweiten Weltkrieges war Frank als Leiter des Wirtschafts-Verwaltungsamtes in Personalunion auch Leiter des Heeres-Verwaltungsamtes. In dieser einflussreichen Position war Frank umfassend für die Verwaltung und Versorgung der Wehrmacht zuständig.

## Nach Kriegsende

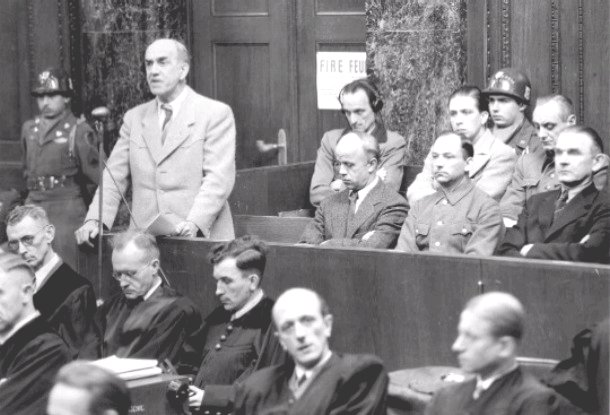
Schlussworte der Angeklagten am 22. September 1947, am Mikrofon Oswald Pohl. August Frank in der vorderen Reihe links.

Bei Kriegsende tauchte Frank mit dem Pseudonym Franz Müller unter und arbeitete in einer Zementfabrik. Am 17. Dezember 1945 wurde Frank durch Angehörige der US-Armee festgenommen und inhaftiert.
Frank wurde im Prozess Wirtschafts- und Verwaltungshauptamt der SS mit 17 weiteren Beschuldigten ab dem 13. Januar 1947 vor einem amerikanischen Militärgericht angeklagt. Sein Verteidiger war Gerhard Rauschenbach. Insbesondere wurde Frank seine Verantwortung für die Verwertung des Vermögens der ermordeten Juden vorgeworfen. Frank wurde in den Anklagepunkten Kriegsverbrechen, Verbrechen gegen die Menschlichkeit und der Mitgliedschaft in verbrecherischen Organisationen für schuldig befunden und am 3. November 1947 zu lebenslänglicher Haft verurteilt. Das Urteil wurde später jedoch in eine fünfzehnjährige Haftstrafe umgewandelt. Nach teilweiser Haftverbüßung wurde Frank am 7. Mai 1954 aus dem Kriegsverbrechergefängnis Landsberg entlassen. Später lebte er im badischen Weingarten und verzog von dort 1979 nach Karlsruhe, wo er im März 1984 verstarb.
| Franks SS- und Polizeiränge | Franks SS- und Polizeiränge                                    |
| Datum                       | Rang                                                           |
| --------------------------- | -------------------------------------------------------------- |
| 20. April 1940              | SS-Brigadeführer                                               |
| 03. Mai 1940                | Generalmajor der Waffen-SS und Polizei                         |
| 27. September 1943          | SS-Gruppenführer und Generalleutnant der Waffen-SS und Polizei |
| 09. Oktober 1944            | SS-Obergruppenführer und General der Waffen-SS und Polizei     |